# Xylopia pirifolia
Xylopia pirifolia este o specie de plante angiosperme din genul Xylopia, familia Annonaceae, descrisă de Adolf Engler. Conform Catalogue of Life specia Xylopia pirifolia nu are subspecii cunoscute.